# Unione Sportiva Catanzaro 1954-1955
Questa voce raccoglie le informazioni riguardanti l'Unione Sportiva Catanzaro nelle competizioni ufficiali della stagione 1954-1955.

## Rosa
| N. |                   | Ruolo | Calciatore         |
| -- | ----------------- | ----- | ------------------ |
|    | Italia (bandiera) | A     | Antonio Altobello  |
|    | Italia (bandiera) | C     | Antonio Ariagno    |
|    | Italia (bandiera) | C     | Alberto Clementoni |
|    | Italia (bandiera) | C     | Roberto Croci      |
|    | Italia (bandiera) | C     | Walter Costa       |
|    | Italia (bandiera) | A     | Giuseppe D'Avino   |
|    | Italia (bandiera) | A     | Pietro De Santis   |
|    | Italia (bandiera) | A     | Giuseppe Jugovaz   |
|    | Italia (bandiera) | A     | Saverio Leotta     |
|    | Italia (bandiera) | D     | Antonio Lionetti   |

| N. |                   | Ruolo | Calciatore          |
| -- | ----------------- | ----- | ------------------- |
|    | Italia (bandiera) | C     | Marco Mariuzza      |
|    | Italia (bandiera) | P     | Vittorio Masci      |
|    | Italia (bandiera) | C     | Ferruccio Morbidoni |
|    | Italia (bandiera) | D     | Giuseppe Pricigalli |
|    | Italia (bandiera) | D     | Adelmo Santi        |
|    | Italia (bandiera) | P     | Vincenzo Sestito    |
|    | Italia (bandiera) | C     | Pietro Torrini      |
|    | Italia (bandiera) | D     | Antonio Tozzo       |
|    | Italia (bandiera) | C     | Luigi Ziletti       |